# Aline (álbum)
Aline es un álbum de estudio en español grabado por la cantante brasileña de música cristiana Aline Barros. El disco Aline, que incluye el tema «Estás tú» grabado en vivo, fue uno de los trabajos de la cantante nominados al Grammy Latino en 2006, en la categoría Mejor Álbum de Música Cristiana en Español. La distribución es de AB Records y la producción es de Integrity Music.

## Lista de canciones
| N.º | Título                                         | Duración |  |
| 1.  | «Gracias Dios (Thank You Lord)»                |          |  |
| 2.  | «Dios Bueno (You're Good Lord)»                |          |  |
| 3.  | «Dando Vueltas (Spin)»                         |          |  |
| 4.  | «Santo (Holy)»                                 |          |  |
| 5.  | «Mi Creador Mi Rey (Creator King)»             |          |  |
| 6.  | «Amigo de Dios (Friend of God)»                |          |  |
| 7.  | «Dame Paz (Still My Soul)»                     |          |  |
| 8.  | «Nos Postramos (We All Bow Down)»              |          |  |
| 9.  | «Estás Tú (All Around)»                        |          |  |
| 10. | «Por Siempre Te Cantaré (Worship You Forever)» |          |  |
| 11. | «Hambrienta (Hungry)»                          |          |  |
| 12. | «Grande Es Dios (God Is Great)»                |          |  |